# Ахмед Халіл
Ахмед Халіл (араб. أحمد خليل, нар. 8 червня 1991, Шарджа) — еміратський футболіст, нападник клубу «Аль-Аглі» (Дубай).
Протягом усієї кар'єри виступав за клуб «Аль-Аглі» (Дубай), а також національну збірну ОАЕ.

## Клубна кар'єра
Народився 8 червня 1991 року. Вихованець футбольної школи клубу «Аль-Аглі» (Дубай). Дорослу футбольну кар'єру розпочав 2006 року в основній команді того ж клубу, кольори якої захищає й донині.

## Виступи за збірну
Протягом 2006–2010 років залучався до складу молодіжної збірної ОАЕ. На молодіжному рівні зіграв у 15 офіційних матчах.
Влітку 2012 року у складі олімпійської збірної ОАЕ кваліфікувався на Олімпійські ігри в Лондоні. На турнірі Мабхут зіграв усі три гри — проти Уругваю, Великої Британії та Сенегалу.
2008 року дебютував в офіційних матчах у складі національної збірної ОАЕ. 
У складі збірної був учасником кубка Азії з футболу 2011 року у Катарі, кубка Азії з футболу 2015 року в Австралії. На другому турнірі в дебютному ж матчі проти збірної Катару зробив дубль і допоміг команді здобути перемогу. Крім того 2013 року у складі збірної став переможцем Кубка націй Перської затоки, ставши на тому турнірі найкращим бомбардиром з трьома голами.
Наразі провів у формі головної команди країни 58 матчів, забивши 26 голів.

## Досягнення

### Клубні
- Чемпіон ОАЕ (4): 2009, 2014, 2016, 2018
- Володар Кубка Президента ОАЕ (5): 2008, 2013, 2018, 2019, 2021
- Володар Кубка Ліги ОАЕ (5): 2012, 2014, 2017, 2019, 2021
- Володар Суперкубка ОАЕ (5): 2008, 2013, 2014, 2016, 2020

### Збірна
- Переможець Юнацького (U-19) кубка Азії: 2008
- Володар юнацького Кубка націй Перської затоки (до 17 років): 2007
- Володар молодіжного Кубка націй Перської затоки (до 23 років): 2010
- Срібний призер Азійських ігор: 2010
- Переможець Кубка націй Перської затоки: 2013
- Бронзовий призер Кубка Азії: 2015

### Індивідуальні
- Найкращий бомбардир юнацького Кубка націй Перської затоки (до 17 років): 2007
- Найкращий бомбардир Кубка ОАЕ (2) : 2008
- Найкращий бомбардир Юнацького чемпіонату Азії: 2008 (4 голи)
- Найкращий гравець Юнацького чемпіонату Азії: 2008
- Найкращий молодий футболіст Азії: 2008
- Найкращий бомбардир молодіжного Кубка націй Перської затоки (до 23 років): 2010 (5 голів)
- Найкращий бомбардир Кубка націй Перської затоки: 2013 (3 голи)